# پرواز شماره ۵۷۳۵ خطوط هوایی شرقی چین
پرواز شماره ۵۷۳۵ خطوط هوایی شرقی چین(China Eastern Airlines) یک پرواز مسافربری برنامه‌ریزی شده داخلی بود که توسط خطوط هوایی شرقی چین از کون‌مینگ به گوانگ‌ژوی چین انجام می‌شد. در ۲۱ مارس ۲۰۲۲، هواپیمای این پرواز در شهرستان تنگ، گوانگشی سقوط کرد. این هواپیما حامل ۱۳۲ نفر، که شامل ۱۲۳ مسافر و ۹ خدمه بوده‌است؛ و ابتدا توسط منابع چینی مثل CGTN صد و سی سه نفر اعلام شد.

## پرواز
هواپیما از فرودگاه بین‌المللی کونمینگ چانگشوی برای پرواز به‌سوی فرودگاه بین‌المللی بایون گوآنگ‌ژو در ساعت ۱۳:۱۵ به زمان محلی، از فرودگاه برخاست. زمان فرود هواپیما در فرودگاه مقصد، برای ساعت ۱۵:۰۵ برنامه‌ریزی شده بود. این هواپیما بر فراز شهرستان ووژو ارتباط با برج مراقبت و رادار را از دست داد. با توجه به اطلاعات پروازی ثبت شده توسط فلایت رادار ۲۴ در ساعت ۱۴:۲۲ و در حالی‌که هواپیما برای فرود در گوانگ‌ژو آماده می‌شد، هواپیما ناگهان وارد یک نزول تند ناگهانی، از ارتفاع ۲۹٬۱۰۰ فوت (۸٬۹۰۰ متر) به ۳٬۲۲۵ فوت (۹۸۳ متر) در ۳ دقیقه با نرخ نزول ۸٬۶۲۵ فوت (۲٬۶۲۹ متر) در هر دقیقه شد. متعاقب این موضوع، لاشهٔ هواپیما در مناطق کوهستانی در شهرستان تِنگ در استان واژو کشف شد.
چهار ساعت پیش از این سانحه، ادارهٔ خدمات هواشناسی واژو، هشداری دربارهٔ وزش بادهای همرفتی قوی صادر کرده بود.
تصاویری از سقوط این هواپیما، توسط ناظران روی زمین ضبط شده‌است که هواپیما را در حال سقوط با زاویه‌ای نزدیک به ۹۰ درجه نشان می‌دهد. از محل سقوط هواپیما نیز فیلمبرداری گردید و تصاویری از لاشهٔ هواپیما و آتش‌سوزی منتشر شد. فرض بر این است که تمامی ۱۳۲ مسافر و خدمه، در محل حادثه جان باخته‌اند.

## هواپیما
هواپیمای سانحه‌دیده یک بوئینگ ۷۳۷–۸۹پی با شماره ثبت B-1791 و شماره سریال ۴۱۴۷۴ بود. این هواپیما دارای دو موتور توربوفن سی‌اف‌ام۵۶ بود. این هواپیما برای نخستین بار در ۵ ژوئن ۲۰۱۵ پرواز کرد و در ۲۵ ژوئن ۲۰۱۵ به شرکت هواپیمایی، تحویل داده شد.

## امداد و نجات
اداره آتش‌نشانی استان واژو گزارش داد که (در ۲۱ مارس ۲۰۲۲)، ۴۵۰ آتش‌نشان در حال اعزام به محل حادثه هستند.
پس از دریافت تماس اضطراری، آتش‌نشانان در ساعت ۱۵:۰۵ توسط سازمان آتش‌نشانی و نجات واژو به محل اعزام شدند. آتش‌نشان‌ها در ساعت ۱۵:۵۶، وارد منطقه شده و شناسایی انجام دادند. در ساعت ۱۶:۴۰، گروهی از آتش‌نشان‌ها، از شهرهای گویلین، بیهای، هیژو، لایبین و هیچی به محل سانحه اعزام شدند.
گزارش‌ها حاکی از آن است که به‌دلیل آتش‌سوزی ناشی از سقوط، نیروهای امدادی برای دسترسی به محل با مشکل مواجه هستند. یک وب‌سایت خبری گزارش داد که در مجموع ۶۵۰ نفر نیروی امدادی از سه جهت به محل اعزام شده‌اند.
آتش‌سوزی ناشی از سقوط در ساعت ۱۷:۲۵ خاموش شد.

## واکنش‌ها

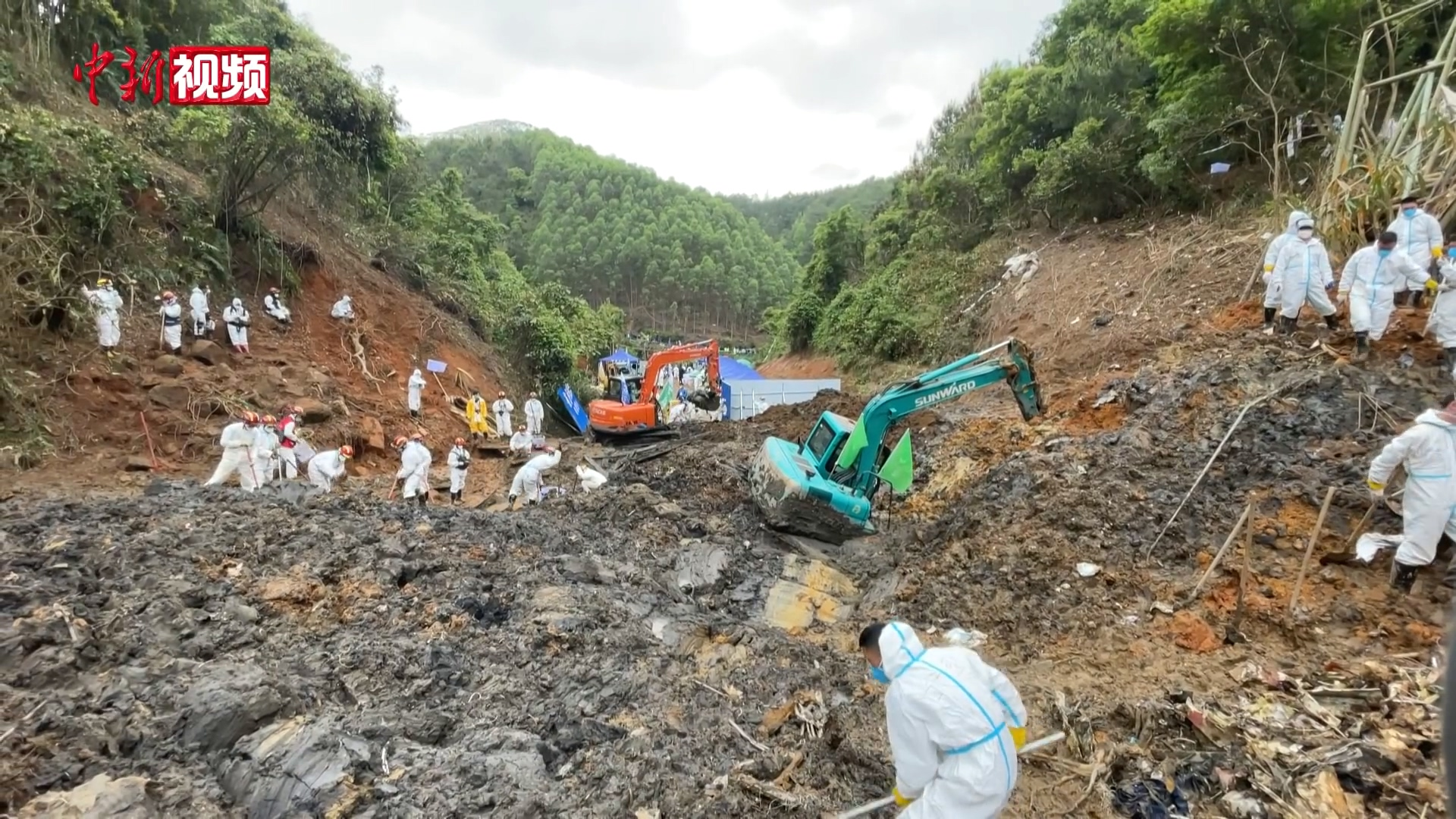
لاشه هواپیمای پرواز شماره ۵۷۳۵ خطوط هوایی شرقی چین

اداره هواپیمایی کشوری چین یک کارگروه اضطراری را سازماندهی کرد و یک تیم را به محل سقوط هواپیما اعزام کرد. شرکت هواپیمایی شرقی چین نیز ۱۰۰ فروند ۷۳۷ فعال در ناوگان خود را برای بازرسی پس از این سقوط زمین‌گیر کرد. اداره هوانوردی فدرال ایالات متحده (FAA) در بیانیه‌ای اعلام کرد که از این حادثه مطلع شده‌است. این اداره افزود که در صورت درخواست، «آمادهٔ کمک به تحقیقات سانحه» است. شرکت بوئینگ نیز اظهار داشت که از گزارش‌های اولیه مطلع شده و در حال جمع‌آوری جزئیات سانحه است.
ارزش سهام بوئینگ، پس از این حادثه ۷٫۸ درصد کاهش یافت. سهام خطوط هوایی شرقی چین نیز در هنگ کنگ ۶٫۵ درصد و در ایالات متحده ۱۷ درصد کاهش یافت.